# Paul Uellendahl
Paul Uellendahl (Wuppertal, 17 novembre 1919 – Wuppertal, 29 marzo 2001) è stato un pallanuotista tedesco.
Ha fatto parte della Germania Ovest che ha disputato il torneo di pallanuoto ai Giochi di Helsinki 1952.